# Colonizzazione danese delle Americhe
La Danimarca ebbe un impero coloniale dal XVIII al XX secolo; esso comprendeva le Indie occidentali danesi (le attuali Isole Vergini Americane) e la Groenlandia, che è ancora oggi legata alla corona danese.
Esploratori, mercanti, coloni e scienziati dalla Danimarca-Norvegia presero gradualmente possesso delle Indie occidentali danesi; a partire dal 1721 la Danimarca-Norvegia ricominciò la colonizzazione della Groenlandia, che aveva avuto una dominazione vichinga fino al XV secolo. Nel XVIII secolo le isole Vergini del mare dei Caraibi furono divise in due colonie distinte, una inglese e l'altra danese; la parte danese fu governata fino al 1755 dalla Compagnia danese delle Indie occidentali e della Guinea, quando la corona danese le comprò.
Le Indie occidentali danesi durante il Settecento e la prima metà dell'Ottocento ebbero come unica attività la produzione di zucchero di canna, lavorato dagli schiavi. Esisteva un triangolo commerciale tra la Danimarca, le sue colonie africane (da cui gli schiavi partivano per l'America) e le colonie americane (dove si produceva lo zucchero che andava in Danimarca); la tratta degli schiavi fu abolita dai danesi nel 1803, ma la schiavitù fu proibita solo nel 1848, dopo una fuga di massa di schiavi nelle Isole Vergini britanniche e una protesta non violenta. Le Isole Vergini danesi furono usate anche come base per i pirati. La Danimarca incoraggiò anche l'arrivo di coloni inglesi e olandesi nel paese; il loro numero divenne così grande che nel 1839 i figli degli schiavi furono obbligati a frequentare la scuola in inglese. Le Indie occidentali danesi raggiunsero la loro massima popolazione intorno al 1840; dopo questo periodo ci fu una massiccia emigrazione che durò fino all'acquisto della colonia da parte degli Stati Uniti. La popolazione nel 1880 era di 34.000 persone.
Nel 1868 gli isolani votarono perché la colonia fosse venduta agli statunitensi, ma la proposta fu rigettata. Nel 1902 la Danimarca rifiutò un'offerta americana; nel 1917 gli Stati Uniti ottennero finalmente la colonia, la cui economia era in declino fin dall'abolizione della schiavitù.